# Moreno Trisorio
Moreno Trisorio (Bolzano, 12 maggio 1960) è un ex hockeista su ghiaccio italiano.
Centro di stecca sinistra, è stato un giocatore dell'HC Bolzano per pressoché tutta la sua carriera, e della squadra del capoluogo altoatesino è stato anche capitano, dal 1988-1989 alla sua partenza per il Latemar HC, con cui ha chiuso la carriera.
In carriera ha vinto cinque scudetti: 1982-1983, 1983-1984, 1984-1985, 1987-1988 e 1989-1990.
Nel 2005 si è candidato, senza successo, alla presidenza della Federazione Italiana Sport del Ghiaccio.